# Edvaldo Oliveira Chaves
Edvaldo Oliveira Chaves, més conegut com a Pita, (Nilópolis, Brasil, 4 d'agost de 1958) és un exfutbolista brasiler. Va disputar 7 partits amb la selecció del Brasil.